# 长吻侏儒鲨
长吻侏儒鲨（Heteroscymnoides marleyi）亦称长吻侏儒异鳞角鲨，属角鲨目黑棘鲛科似异鳞角鲨属，是该属的唯一种。目前只能通过介于502米至海面之间的南半球冰冷海洋中所生活的少量个体进行研究。该种鲨鱼身长约37厘米，皮肤呈深棕色，有着非常长的球状鼻子。此外，它们还有两个大小几乎相同的无刺背鳍，第一个背鳍的起始点位于胸鳍基部。该种鲨鱼并未受到渔业活动的威胁，现已被国际自然保护联盟（IUCN）列为无危物种。

## 命名
美国动物学家亨利·威德·福勒（H. W. Fowler）在1934年出版的《费城自然科学院学报》中首次命名了该种鲨鱼，其命名是基于在南非德班角海滩上采集到的一条长13厘米的雌性鲨鱼。福勒最初认为这种鲨鱼属于Heteroscymnus属（睡鲨属Somniosus的异名），因此他根据希腊语oidos（意为“相似”）为它命名了新属“Heteroscymnoides”，并起了一个种名“marleyi”，以纪念哈罗德·沃尔特·贝尔·马利（H. W. Bell-Marley）对南非鱼类研究的贡献。 似异鳞角鲨属与该科的其它物种之间的关系尚不确定。

## 分布
长吻侏儒鲨曾在南非夸祖鲁-纳塔尔省东部附近、沃尔维斯海岭附近以及智利附近的西南太平洋区域被捕获。这些捕获记录表明它们广泛分布于南半球的海洋中，栖息于包括本格拉寒流和秘鲁寒流等亚南极水域和寒冷的洋流中。该物种出现在水面至502米深之间的远洋带中。

## 形态
目前已知最大的长吻侏儒鲨标本是一条长37厘米的雄性。 这种鲨鱼体型修长，有着非常长的球状鼻子，约占头部长度的一半，且鼻部有着较钝的圆锥形尖端。眼睛较大，无瞬膜，后侧有较大的气孔。鼻孔长且带有角度，前缘有着很短的皮肤瓣。嘴部呈横向，周围有薄而光滑的嘴唇。上牙有22排，小而直，牙尖较窄，下牙有23排，大而宽，呈刀状，相互咬合形成连续的切割面。五对鳃裂小而宽度均匀。
该种鲨鱼的两个背鳍无刺，第一背鳍起于胸鳍基部，第二背鳍稍大，但基部长度大致相等，起于腹鳍基部中央。胸鳍较短，形似船桨，没有臀鳍。尾鳍较宽，下叶发达，上叶尖端附近有较深的腹侧切迹。真皮小齿尖锐，形似楔形冠。皮肤呈深棕色，鳍的边缘有明显的黑色至浅色的过渡条纹。 底部有微小的发光体。

## 习性
长吻侏儒鲨习性鲜为人知，可能以远洋带鱼类和无脊椎动物为食，且可能是卵胎生。与该科的其它物种一样，产仔数较少。在已有的一个13厘米长的标本中发现了脐部疤痕，这或许表明了这种鲨鱼出生时的大小。 雄性和雌性分别在体长36厘米和33厘米时达到性成熟。

## 现状
目前科学界仅有六个长吻侏儒鲨标本。它们的小体型和生活习性使得很少受到渔业活动的影响，再加之分布广泛，该物种似乎未受到人类活动的威胁。目前，长吻侏儒鲨已被国际自然保护联盟列为低关注度物种。